# Marcel Samuel-Rousseau
Marcel Auguste Louis Samuel-Rousseau, nato Rousseau (Parigi, 18 agosto 1882 – Parigi, 11 giugno 1955), è stato un compositore, organista e direttore d'orchestra francese.

## Vita e carriera
Nato a Parigi, era figlio di Samuel Rousseau e in seguito cambiò il proprio cognome in Samuel-Rousseau per renderlo più coerente con quello paterno. Studiò composizione al Conservatoire national supérieur de musique et de danse de Paris e nel 1905 vinse il Prix de Rome. Si sposò il 4 marzo 1907 nel IX arrondissement di Parigi. Fu organista presso la Chiesa di Saint-Séverin dal 1919 al 1922 e presidente della Société des auteurs, compositeurs et éditeurs de musique (SACEM) dal 1935 al 1953. Per molti anni è stato professore di armonia al Conservatorio di Parigi e direttore artistico della compagnia operistica Pathé. Era il padre della vincitrice del Prix de Rome Éveline Plicque-Andréani. Dal 1941 al 1944 è stato direttore dell'Opéra national de Paris.
Morì a Parigi nel 1955 all'età di 72 anni.

## Opere
Come compositore Samuel-Rousseau fu fortemente influenzato dalle opere di Franck e Fauré. Tendeva ad avere uno stile più conservatore rispetto a molti suoi contemporanei, ma era un maestro dell'armonia cromatica e aveva un forte senso del drammatico. Le sue composizioni comprendono opere, balletti, musica orchestrale e per pianoforte e canzoni.
Le sue opere migliori sono le opere liriche, che tendono all'esotico e sono ambiziose nella scala. La sua prima opera, Le Roi Arthur, era basata sulla leggenda di Re Artù e fu eseguita in concerto al Conservatorio l'8 novembre 1903. La seconda, Tarass Boulba, era basata sulla leggenda di un guerriero cosacco e fu rappresentata al Théâtre du Vaudeville, a partire dal 22 novembre 1919.
Le Hulla, un conte-lyrique-orientale in quattro atti con libretto di André Rivoire, fu rappresentato per la prima volta il 9 marzo 1923 dall'Opéra-Comique alla Salle Favart in una produzione di Albert Carré. Le esecuzioni furono dirette da Albert Wolff; Yvonne Brothier cantò Dilara e Charles Friant Narsès. L'opera prevedeva una danza persiana coreografata da Louise Stichel e interpretata da Mona Païva. Fu ripresa nel 1926 e rappresentata complessivamente 44 volte dalla compagnia.
Le bon roi Dagobert, una comédie musicale in quattro atti con libretto di André Rivoire, basata sulla sua opera teatrale omonima del 1908, fu presentata dall'Opéra-Comique alla Salle Favart a partire dal 5 dicembre 1927. Emma Luart interpretò La Reine, Charles Friant Dagobert e Louis Fourestier fu il direttore d'orchestra. L'opera fu ripresa in una nuova produzione di Max de Rieux nel 1938, 1939 e 1943, con Vina Bovy nel ruolo della regina e Louis Arnoult in quello di Dagobert, quando era già stata rappresentata dalla compagnia per un totale di 72 volte.
La sua opera in un atto Kerkeb, con libretto di Michel Carré (basato su un romanzo di Elissa Rhaïs), fu rappresentata per la prima volta il 6 aprile 1951 dall'Opéra Garnier. Il ruolo principale, una danzatrice berbera in un harem, fu interpretato da Géori Boué, mentre Roger Bourdin cantò Sid-Haffid. Le rappresentazioni furono dirette da Louis Fourestier. L'opera fu ripresa nel 1956 con Suzanne Sarroca nel ruolo principale. L'opera fu rappresentata complessivamente 26 volte dalla compagnia fino alla sua ultima rappresentazione il 12 luglio 1958.